# Jbel Bargou
Jbel Bargou (en árabe: جبل برقو) es una montaña (Jbel) de Túnez, que se eleva a 1266 m de altitud.

## Ubicación

Mapa topográfico de Jbel Bargou

Localizado en  en el norte de la región central de Túnez, aproximadamente veinte kilómetros al sureste de la ciudad de Siliana,  da nombre a la localidad situada en su vertiente norte, a pocos kilómetros de su cima. 
Es parte  de la cordillera que forma el eje occidental de la mitad del norte de la Dorsal tunecina .Tradicionalmente marca la frontera de las tribus de la confederación de Jlass en la región de Cairuán.